# Технологический институт Камбоджи
Технологический институт Камбоджи (кхмер. វិទ្យាស្ថានបច្ចេកវិទ្យាកម្ពុជា), также известный как Салатехно (кхмер. សាលាតិចណូ) — камбоджийский государственный технический вуз, расположенный в Пномпене.

## История
Вуз был основан в 1964 году как Высший технический институт кхмерско-советской дружбы (кхмер. វិទ្យាស្ថានបច្ចេកទេសជាន់ខ្ពស់មិត្តភាពខ្មែរ សូវៀត). Здание института было построено советскими специалистами и передано королевству в 1964 году как «дар камбоджийскому народу». Институт кхмерско-советской дружбы стал одним из первых девяти национальных вузов, созданных для развития системы высшего образования в Камбодже. 
После прихода к власти «красных кхмеров» в 1975 году вуз был закрыт, лишь в последние месяцы Демократической Кампучии на его базе возобновилась подготовка технических кадров из детей руководства «красных кхмеров». После провозглашения Народной республики Кампучия возобновилось сотрудничество с СССР. Поддержка прекратилась после распада СССР в 1991 году. В 1993 году правительства Королевства Камбоджа и Франции заключили соглашение о постепенной модернизации института, который с того момента носит нынешнее название. В 1993—2004 годах вуз был членом Университетского Агентства Франкофонии. В 2014 году вуз отметил свой XV-летний юбилей.
В настоящее время институт является одним ведущих технических вузов страны. Обучение проводится на английском и французском языках.